# Jaume Munar
Jaume Antoni Munar Clar (Santanyí, 5 maggio 1997) è un tennista spagnolo.
È uno specialista della terra battuta, superficie su cui ha disputato quasi tutte le finali giocate da professionista. Ha raggiunto una finale del circuito maggiore in singolare all'Andalucia Open 2021 e due in doppio. Ha vinto diversi titoli nel circuito Challenger e i suoi migliori ranking ATP sono stati il 46º posto in singolare nell'agosto 2025 e il 98º in doppio nell'aprile 2025. Ha esordito nella squadra spagnola di Coppa Davis nell'aprile 2017.

## Carriera

### Tra gli juniores
Inizia a giocare nell'ITF Junior Circuit nel 2012, quell'anno fa parte della squadra spagnola eliminata nel round robin della Coppa Davis Junior. Verso fine stagione vince il suo primo titolo in doppio in un torneo di Grade 4 e in seguito il primo titolo in singolare in un Grade 3. Nel 2013 è protagonista nella Coppa Davis Junior vinta dalla Spagna e nel corso della stagione vince tre tornei in doppio di Grade 2. All'inizio del 2014 esce in semifinale nel torneo di doppio agli Australian Open in coppia con Pedro Martínez. Dopo aver vinto tre tornei di Grade 1 in singolare e uno in doppio, perde la finale al Roland Garros contro Andrej Rublëv. Nel gennaio 2015 sale al 3º posto nel ranking mondiale di categoria. Quell'anno fa le sue ultime due apparizioni nel circuito e chiude l'esperienza tra gli juniores vincendo il torneo di doppio al Roland Garros.

### 2014-2015: inizi da professionista, primi titoli ITF e debutto nel circuito ATP
Fa le sue prime esperienze tra i professionisti nel 2014 in tornei del circuito ITF Futures, e al suo debutto vince il torneo di doppio all'ITF Spain F1. Già verso fine anno inizia a giocare con continuità e vince un altro torneo ITF di doppio. Continua a raccogliere successi in doppio nei tornei ITF nel 2015 e ad aprile, al suo esordio nel circuito maggiore, supera le qualificazioni in singolare al torneo di Barcellona e viene eliminato al primo turno. A giugno debutta nell'ATP Challenger Tour, il mese successivo supera il primo turno all'ATP 500 di Amburgo 2015 sfruttando il ritiro durante il primo set di Guillermo García López, e al secondo turno viene battuto da Simone Bolelli. Nello stesso torneo esordisce in doppio nel circuito maggiore perdendo al primo turno in coppia con Rafael Nadal.

### 2016-2017: esordio in Coppa Davis e primi titoli Challenger
Dopo aver vinto sette titoli ITF in doppio, alza il primo trofeo in singolare vincendo nel maggio 2016 l'ITF Spain F14. Continua a raccogliere successi nel circuito ITF in entrambe le specialità nel prosieguo della stagione e nella prima parte di quella successiva.  Nell'aprile 2017 fa il suo esordio nella squadra spagnola di Coppa Davis nella sfida persa a Belgrado contro la Serbia valida per il Gruppo Mondiale, viene schierato a risultato già acquisito e perde in tre set contro Dušan Lajović. A maggio abbandona i tornei ITF per concentrarsi sui Challenger e a luglio vince il primo titolo in questa categoria nel torneo di doppio al Poznań Open in coppia con Guido Andreozzi. Il mese dopo vince il primo titolo Challenger in singolare a Segovia sconfiggendo in finale Alex de Minaur per 6–3, 6–4. A novembre entra nella top 200 del ranking dopo la finale persa al Challenger di Rio de Janeiro contro Carlos Berlocq.

### 2018: esordio negli Slam, prima semifinale ATP e 75º nel ranking
Alla sua prima esperienza in una prova del Grande Slam, supera le qualificazioni agli Australian Open 2018 e viene eliminato al primo turno da Gaël Monfils. Torna a mettersi in luce a primavera raggiungendo una semifinale Challenger, il secondo turno all'ATP di Barcellona e soprattutto vincendo il suo primo incontro in uno Slam agli Open di Francia, dove supera le qualificazioni e al primo turno ha la meglio in 5 set sul nº 41 ATP David Ferrer, prima di essere sconfitto al secondo da Novak Đoković. Subito dopo vince due titoli Challenger consecutivi al Czech Open di Prostějov e al Città di Caltanissetta, battendo nelle rispettive finali Laslo Đere e Matteo Donati. Con questi risultati entra per la prima volta nella top 100.
Raggiunge la prima semifinale in carriera in un torneo ATP a Kitzbühel, elimina tra gli altri il nº 39 del mondo Robin Haase e cede in due set a Martin Kližan. Si spinge quindi fino al terzo turno a Winston-Salem e al secondo agli US Open e a novembre sale al 75º posto mondiale. Si qualifica per le Next Generation ATP Finals di Milano come testa di serie nº 6, nel round robin vince solo il match contro Frances Tiafoe e perde quelli contro il futuro campione Stefanos Tsitsipas e Hubert Hurkacz, raggiunge comunque le semifinali grazie al miglior quoziente set e viene sconfitto nel parziale decisivo da Alex de Minaur. Perde al quinto set anche la finale per il terzo posto contro Andrej Rublëv.

### 2019: 52º e discesa nel ranking
Nei primi due mesi del 2019 raggiunge i quarti di finale nei tornei ATP 250 di Pune, Córdoba e Buenos Aires - dove si prende la rivincita sul nº 15 del mondo Fognini che il mese precedente l'aveva eliminato al primo turno agli Australian Open - nonché all'ATP 500 di Rio de Janeiro. Continua l'ascesa in classifica raggiungendo il secondo turno ai Masters 1000 di  Miami e Monte Carlo. Al secondo turno a Marrakech sconfigge per la prima volta in carriera un top 10, il nº 3 del mondo Alexander Zverev, ed esce nuovamente di scena nei quarti di finale. A Barcellona viene eliminato al terzo turno dopo aver battuto Frances Tiafoe e, nonostante le sconfitte al primo turno a Madrid e a Roma, il 20 maggio porta il best ranking alla 52ª posizione mondiale. Subisce altre 10 sconfitte nei 12 incontri ATP successivi, tra cui quelle al primo turno nei rimanenti tre tornei del Grande Slam, ed esce per breve tempo dalla top 100. Si riprende verso fine stagione con buoni risultati nei Challenger, sui quali spicca il successo nella finale di Montevideo su Federico Delbonis all'ultimo impegno del 2019.

### 2020: un titolo Challenger
Eliminato al primo turno ad Adelaide, accede per la prima volta in carriera al secondo turno degli Australian Open battendo Hugo Gaston e viene eliminato da Alexei Popyrin; si spinge fino al secondo turno anche in doppio e sale alla 149ª posizione mondiale. Nella stagione sudamericana su terra raggiunge il secondo turno a Cordoba e al Rio Open e a febbraio esce nuovamente dalla top 100. Dopo il lungo stop dovuto alla pandemia di COVID-19, non supera le qualificazioni al Cincinnati Open ed è costretto al ritiro al primo turno agli US Open. Dopo l'eliminazione al primo turno anche al Roland Garros, a fine stagione raggiunge due finali Challenger, a ottobre supera Pedro Sousa in quella di Lisbona e il mese successivo perde quella di Marbella contro Pedro Martínez.

### 2021: prime finali ATP e un titolo Challenger
All'esordio stagionale raggiunge due finali consecutive all'Antalya Challenger, si aggiudica la prima sconfiggendo in rimonta l'emergente Lorenzo Musetti e perde nettamente la seconda contro Carlos Taberner. All'ATP di Buenos Aires esce nei quarti di finale per mano di Diego Schwartzman dopo aver eliminato Frances Tiafoe e la settimana successiva rientra nella top 100. A marzo raggiunge la sua prima finale ATP al torneo di doppio del Chile Open, e in coppia con Federico Delbonis cede a Simone Bolelli / Máximo González per 6-7, 4-6. Il mese dopo perde entrambe le finali giocate a Marbella, quella all'Andalucía Challenger contro Gianluca Mager e quella all'Andalucia Open – la prima in singolare nel circuito maggiore – contro Pablo Carreño Busta, che si impone con il punteggio di 6-1, 2-6, 6-4 dopo che Munar aveva inflitto al secondo turno una pesante sconfitta al top 20 Fabio Fognini.
A maggio si spinge fino alla semifinale all'ATP 250 di Parma e cede in tre set a Marco Cecchinato dopo i successi su Benoit Paire e Richard Gasquet. Nei mesi successivi continua a risalire nel ranking nonostante raccolga soprattutto sconfitte e ad agosto si trova al 64º posto. Il momento negativo continua e nel finale di stagione ritrova buoni risultati nei tornei Challenger, in particolare la finale raggiunta a Brasilia, e chiude il 2021 in 77ª posizione.

### 2022: due titoli Challenger
Il miglior risultato nella trasferta australiana sono i quarti di finale raggiunti all'ATP 250 del Melbourne Summer Set, mentre al primo turno degli Australian Open perde al quinto set contro il nº 15 mondiale Aslan Karacev. Non supera il secondo turno nei tornei sudamericani su terra battuta, mentre a Indian Wells perde in tre set contro Taylor Fritz al terzo turno dopo aver eliminato il nº 16 ATP Pablo Carreño Busta. Disputa la sua terza finale all'Andalucía Challenger e si aggiudica per la prima volta il torneo battendo Pedro Cachín. Esce dalla top 100 e vi fa rientro raggiungendo il terzo turno al Barcelona Open, dove viene sconfitto da Carlos Alcaraz dopo aver eliminato il top 20 Nikoloz Basilashvili.
Continua a risalire con buoni risultati nei Challenger, soprattutto con la vittoria al Challenger 125 di Perugia, nella cui finale ha la meglio su Tomas Martin Etcheverry. Raggiunge per la prima volta il secondo turno a Wimbledon e nei quarti del Swiss Open Gstaad perde dopo due tie-break contro Casper Ruud. Non consegue risultati significativi nella trasferta americana e nei tornei seguenti, mentre a ottobre sconfigge il nº 3 del mondo Casper Ruud all'ATP 500 di Tokyo ed esce al secondo turno. Quello stesso mese si spinge fino alla 55ª posizione del ranking e chiude il 2022 alla 58ª.

### 2023: un titolo Challenger e una semifinale ATP
Inizia la stagione vincendo in totale un solo incontro nei primi cinque tornei disputati. Si riscatta raggiungendo la semifinale al Chile Open, sconfigge tra gli altri il top 20 Musetti e viene battuto in rimonta da Nicolas Jarry. Il risultato migliore della stagione europea su terra battuta è il quarto turno raggiunto al Masters 1000 di Madrid, mentre perde al turno di esordio al Roland Garros ed esce dalla top 100. Vi fa rientro a fine luglio raggiungendo i quarti agli ATP 250 di Gstaad e Umago. Si impone al successivo Challenger di San Marino battendo in finale Andrea Pellegrino. Non prende parte ai tornei di preparazione agli US Open, mentre esce al primo turno nello Slam newyorkese. Nell'ultimo scorcio di stagione non va oltre i quarti nei tornei Challenger e il secondo turno allo Shanghai Masters.

### 2024: un titolo Challenger 125
A inizio stagione non raccoglie risultati di rilievo; a febbraio esce nei quarti di finale a Córdoba, dopo aver eliminato il nº 22 ATP Francisco Cerundolo, e a Santiago. Non supera il primo turno nei primi due Masters 1000 stagionali statunitensi e delude anche nei primi tornei europei su terra battuta. Torna a salire nel ranking spingendosi in finale al Challenger 175 di Aix-en-Provence, persa contro Alejandro Tabilo, e con i secondi turni raggiunti al Masters di Roma, all'Open di Francia e a Wimbledon, risultati con cui rientra nella top 60. Arriva poi una serie di sei sconfitte al primo turno, tra cui quelle al suo debutto olimpico ai Giochi di Parigi e agli US Open. Perde quindi la finale al Challenger 125 di Genova contro Francesco Passaro, mentre si aggiudica l'altro Challenger 125 di Bad Waltersdorf superando in finale Thiago Seyboth Wild. Chiude la stagione al 62º posto mondiale.

### 2025: una finale ATP 500 e top 100 in doppio, terzo turno a Wimbledon e 46º nel ranking di singolare
All'esordio stagionale arriva in semifinale all'ATP 250 di Hong Kong con le vittorie su Nuno Borges e il nº 17 del mondo Lorenzo Musetti, e cede in tre set ad Alexandre Müller. Delude nuovamente in singolare agli Australian Open, mentre in doppio raggiunge il terzo turno con Pedro Martínez. Si rimette subito in evidenza in singolare raggiungendo la semifinale all'ATP 500 di Dallas e cede al tie-break del set decisivo al nº 5 del mondo Casper Ruud dopo che al secondo turno aveva eliminato il nº 13 Ben Shelton. Con questo risultato risale fino al 53º posto mondiale. Al torneo di doppio del Rio Open disputa la sua prima finale in un ATP 500, gioca di nuovo con Martinez e vengono sconfitti dai giocatori di casa Marcelo Melo / Rafael Matos per 2-6, 5-7, a fine torneo porta il miglior ranking alla 126ª posizione. Si spinge per la prima volta fino al terzo turno al Miami Open con la vittoria sul nº 8 del mondo Daniil Medvedev e perde al tie-break del terzo set contro Gaël Monfils.
Con Martinez raggiunge la semifinale in doppio al Barcelona Open, persa contro Sander Arends / Luke Johnson, e fa il suo ingresso nella top 100. Al Masters di Roma disputa per la prima volta il quarto turno grazie ai successi su Shelton e Sebastian Korda e viene sconfitto da Ruud. Sconfitto al secondo turno al Roland Garros, si spinge per la prima volta fino al terzo turno in uno Slam a Wimbledon, dove elimina il nº 31 ATP Alexander Bublik e viene sconfitto da Marin Cilic, risultati con cui fa il suo ingresso in top 50. Dopo i secondi turni raggiunti al Washington Open e al Canadian Open sale al 46º posto mondiale.

## Statistiche

### Singolare

#### Finali perse (1)
| Legenda              |
| Grande Slam (0)      |
| ATP Finals (0)       |
| ATP Masters 1000 (0) |
| ATP Tour 500 (0)     |
| ATP Tour 250 (1)     |

| N. | Data           | Torneo                   | Superficie  | Avversario in finale | Punteggio     |
| 1. | 11 aprile 2021 | Andalucia Open, Marbella | Terra rossa | Pablo Carreño Busta  | 1–6, 6–2, 4–6 |

### Doppio

#### Finali perse (2)
| Legenda doppio            |
| Grande Slam (0)           |
| ATP World Tour Finals (0) |
| ATP Masters 1000 (0)      |
| ATP World Tour 500 (1)    |
| ATP World Tour 250 (1)    |

| N. | Data             | Torneo                        | Superficie  | Compagno          | Avversari in Finale            | Punteggio   |
| 1. | 14 marzo 2021    | Chile Open, Santiago del Cile | Terra rossa | Federico Delbonis | Simone Bolelli Máximo González | 6(3)–7, 4–6 |
| 2. | 22 febbraio 2025 | Rio Open, Rio de Janeiro      | Terra rossa | Pedro Martínez    | Rafael Matos Marcelo Melo      | 2–6, 5–7    |

### Tornei minori

#### Singolare

##### Vittorie (17)
| Legenda tornei minori |
| Futures (7)           |
| Challenger (10)       |

| N.  | Data              | Torneo                                             | Superficie  | Avversario in finale    | Punteggio        |
| 1.  | 6 agosto 2017     | Open Castilla y León, Segovia                      | Cemento     | Alex de Minaur          | 6–3, 6–4         |
| 2.  | 10 giugno 2018    | Czech Open, Prostějov                              | Terra rossa | Laslo Đere              | 6–1, 6–3         |
| 3.  | 17 giugno 2018    | Città di Caltanissetta, Caltanissetta              | Terra rossa | Matteo Donati           | 6–2, 7–6(2)      |
| 4.  | 10 novembre 2019  | Montevideo Challenger, Montevideo                  | Terra rossa | Federico Delbonis       | 7–5, 6–2         |
| 5.  | 18 ottobre 2020   | Lisboa Belém Open, Lisbona                         | Terra rossa | Pedro Sousa             | 7–6(3), 6–2      |
| 6.  | 31 gennaio 2021   | Antalya Challenger, Adalia                         | Terra rossa | Lorenzo Musetti         | 6(9)–7, 6–2, 6–2 |
| 7.  | 3 aprile 2022     | Andalucía Challenger, Marbella                     | Terra rossa | Pedro Cachín            | 6–2, 6–2         |
| 8.  | 12 giugno 2022    | Internazionali di Tennis Città di Perugia, Perugia | Terra rossa | Tomás Martín Etcheverry | 6–3, 4–6, 6–1    |
| 9.  | 6 agosto 2023     | San Marino Open, San Marino                        | Terra rossa | Andrea Pellegrino       | 6–4, 6–1         |
| 10. | 22 settembre 2024 | Bad Waltersdorf Open, Bad Waltersdorf              | Terra rossa | Thiago Seyboth Wild     | 6–2, 6–1         |

##### Finali perse (11)
| Legenda tornei minori |
| Futures (3)           |
| Challenger (8)        |

| N. | Data              | Torneo                              | Superficie   | Avversario in finale        | Punteggio          |
| 1. | 26 novembre 2017  | Rio Tennis Classic, Rio de Janeiro  | Terra rossa  | Carlos Berlocq              | 4–6, 6–2, 0–3 rit. |
| 2. | 13 settembre 2019 | Copa Sevilla, Siviglia              | Terra gialla | Alejandro Davidovich Fokina | 6–2, 2–6, 2–6      |
| 3. | 20 novembre 2020  | Andalucía Challenger, Marbella      | Terra rossa  | Pedro Martínez              | 6(2)–7, 2–6        |
| 4. | 7 febbraio 2021   | Antalya Challenger, Adalia          | Terra rossa  | Carlos Taberner             | 4–6, 1–6           |
| 5. | 4 aprile 2021     | Andalucía Challenger, Marbella (2)  | Terra rossa  | Gianluca Mager              | 6–2, 3–6, 2–6      |
| 6. | 28 novembre 2021  | Aberto da República, Brasilia       | Terra rossa  | Federico Coria              | 5–7, 3–6           |
| 7. | 5 maggio 2024     | Open du Pays d'Aix, Aix-en-Provence | Terra rossa  | Alejandro Tabilo            | 3–6, 2–6           |
| 8. | 8 settembre 2024  | Genoa Open Challenger, Genova       | Terra rossa  | Francesco Passaro           | 5–7, 3–6           |

## Risultati in progressione
| Sigla | Risultato               |
| ----- | ----------------------- |
| V     | Vincitore               |
| F     | Finalista               |
| SF    | Semifinalista           |
| O     | Oro olimpico            |
| A     | Argento olimpico        |
| SF    | Bronzo olimpico         |
| QF    | Quarti di Finale        |
| 4T    | Quarto turno            |
| 3T    | Terzo turno             |
| 2T    | Secondo turno           |
| 1T    | Primo turno             |
| RR    | Round Robin             |
| LQ    | Turno di qualificazione |
| A     | Assente                 |
| ND    | Non disputato           |

| Legenda superfici    |
| -------------------- |
| Cemento              |
| Terra battuta        |
| Erba                 |
| Superficie variabile |

### Singolare
| Tornei Grande Slam |               |               |               |     |               |               |     |     |       |
| Australian Open    | 1T            | 1T            | 2T            | A   | 1T            | 1T            | 2T  | 1T  | 2–7   |
| Roland Garros      | 2T            | 1T            | 1T            | 2T  | 2T            | 1T            | 2T  | 2T  | 5–8   |
| Wimbledon          | Q1            | 1T            | ND            | 1T  | 2T            | 2T            | 2T  | 3T  | 5–6   |
| US Open            | 2T            | 1T            | 1T            | 1T  | 1T            | A             | 1T  |     | 1–6   |
| Vittorie-Sconfitte | 2–3           | 0–4           | 1–3           | 1–3 | 2–4           | 1–3           | 3–4 | 3–3 | 13–27 |
| Giochi Olimpici    |               |               |               |     |               |               |     |     |       |
| Giochi Olimpici    | Non disputati | Non disputati | Non disputati | A   | Non disputati | Non disputati | 1T  | ND  | 0–1   |
| Vittorie-Sconfitte | Non disputati | Non disputati | Non disputati | 0–0 | Non disputati | Non disputati | 0–1 | ND  | 0–1   |

### Doppio
| Torneo             | 2018 | 2019 | 2020 | 2021 | 2022 | 2023 | 2024 | Carriera V-P |
| ------------------ | ---- | ---- | ---- | ---- | ---- | ---- | ---- | ------------ |
| Tornei Grande Slam |      |      |      |      |      |      |      |              |
| Australian Open    | A    | A    | 2T   | A    | 1T   | A    | A    | 1–2          |
| Roland Garros      | A    | 1T   | A    | A    | A    | 2T   | 1T   | 1–3          |
| Wimbledon          | A    | 2T   | ND   | 3T   | A    | A    | 2T   | 4–3          |
| US Open            | A    | A    | A    | 1T   | 2T   | A    | 1T   | 1–3          |
| Vittorie-Sconfitte | 0–0  | 1–2  | 1–1  | 2–2  | 1–2  | 1–1  | 1–3  | 7–11         |

## Vittorie contro giocatori Top 10
| Stagione | 2019 | 2020 | 2021 | 2022 | 2023 | 2024 | 2025 | Totale |
| Vittorie | 1    | 0    | 0    | 1    | 0    | 0    | 1    | 3      |

| #    | Giocatore        | Rank | Evento                                 | Superficie  | Turno | Punteggio        |
| ---- | ---------------- | ---- | -------------------------------------- | ----------- | ----- | ---------------- |
| 2019 |                  |      |                                        |             |       |                  |
| 1.   | Alexander Zverev | 3    | Grand Prix Hassan II, Marrakech        | Terra rossa | 2T    | 7–6(1), 2–6, 6–3 |
| 2022 |                  |      |                                        |             |       |                  |
| 2.   | Casper Ruud      | 3    | Japan Open Tennis Championships, Tokyo | Cemento     | 1T    | 6–3, 6–3         |
| 2025 |                  |      |                                        |             |       |                  |
| 3.   | Daniil Medvedev  | 8    | Miami Open, Miami                      | Cemento     | 2T    | 6–2, 6–3         |